# バーブ佐々木
バーブ佐々木（ - ささき、1982年2月9日 - ）は、日本のプロレスのレフェリー、アクション俳優。本名、佐々木 世那（ささき よな）。北海道札幌郡広島町（現・北広島市）出身。

## 略歴
大日本プロレスにレフェリーとして入団し、2000年10月19日に北海道・紋別スポーツセンター大会での沼澤直樹 vs アブドーラ小林戦でデビュー。以来、デスマッチや、セミファイナル等の重要な試合を中心に試合を裁く。
2006年に一度退団、スタントマンを目指し、宇梶剛士に紹介を受け高瀬道場に入門。その後一時JAEに所属し主に浅草花やしきでの忍者ショーなどのスタントを務めた。
2008年12月19日の大日本プロレス横浜文化体育館大会よりフリーとして復帰。現在はスターダムのオフィシャルレフェリーとして活動するほか、 古巣の大日本でもレギュラーとして横浜文体及び後楽園ホールを中心に裁いており、シークレットベース、プロレスリングFREEDOMSなど他団体でも活動している。2013年4月29日に行われたスターダム両国国技館大会では、愛川ゆず季の引退試合を裁いた。以前はユニオンプロレス（現在は解散）、アイスリボン（松永智充（DDTプロレスリング）と交代で）、ワールド女子プロレス・ディアナ、REINA女子プロレスでも裁いていた。他コンディショニングトレーナーとして選手のケアに勤め、選手からの信頼も厚い。

## CRAZY　FEST
2025年3月10日に、東京・後楽園ホールで「BARB SASAKI Refereeing Life 25th ANNIVERSARY CRAZY FEST」というレフェリー25周年記念興行を開催しました。
このイベントは、バーブ佐々木が2000年に大日本プロレスでレフェリーデビューして以来、25年間のキャリアを祝うものでした。後楽園ホールはプロレスの聖地とも呼ばれる会場で、この興行ではデスマッチや特別ルールの試合が組まれ、多くのファンが詰めかけたとされています。例えば、メインイベントでは葛西純、エル・デスペラード、竹田誠志による3WAYデスマッチが行われ、28分を超える激闘が繰り広げられたようです。また、他の試合でも山下りな対鈴季すずのTLCマッチや、岩谷麻優らが参加した6人タッグマッチなど、豪華なカードが並びました。
バーブ佐々木は、スターダムやFREEDOMSなど複数の団体でレフェリーを務めるフリーの存在として知られ、その柔軟性と信頼性から「全局面対応型レフェリー」とも称されます。この記念興行は、彼のこれまでの功績を振り返りつつ、プロレス界への貢献をファンと共に祝う場となったようです。